# 캐나다 인명사전
캐나다 인명사전(Dictionary of Canadian Biography, DCB)은 캐나다의 역사에 공헌한 인물의 전기 사전이다. 1959년에 시작된 이 사전은 토론토 대학교와 라발 대학교가 협업으로 진행하고 있다. 현재까지 15권이 출판되었고, 이미 사망했거나 또는 1,000년부터 1930년까지 활동했던 8,400명의 인물이 실려있다. 현재 완전판은 온라인 판본이며, 2000년까지의 추가적인 인물들이 실려있다.

## 프로젝트의 시작
이 프로젝트는 토론토 대학교 출신의 사업가 제임스 니콜슨이 영국인명사전의 캐나다 판을 만들어 달라는 유증에 따라 진행되었다.
1959년 봄, 조지 윌리엄스 브라운이 편집장으로 임명되었고, 출판 주체인 토론토 대학교 출판부는 이 프로젝트를 안내하는 1만부의 안내서를 발송했다. 작업은 그 해 7월에 시작되었다. 7월 1일이 공식적인 사전 설립일이 되었고, 캐나다의 설립일과 맞춘 것은 아니다.